# Воля (Яворовский район)
Воля (укр. Воля) — село в Яворовской городской общине Яворовского района Львовской области Украины.
Население по переписи 2001 года составляло 112 человек. Занимает площадь 0,254 км². Почтовый индекс — 81011. Телефонный код — 3259.